# 李其茂
李其茂（？—？），號鹿園，山東東昌府高唐州人。明末清初政治人物。同進士出身。

## 生平
天啓四年（1624年）甲子科山東鄉試第三十名舉人，七年（1634年），登甲戌科會試第七十四名，廷試三甲第一百六十八名進士，吏部观政，八年授河南商丘知縣。崇祯十三年由魏令望接任。

## 家族
曾祖李端，训导；祖李英，选贡；父李质，西和知县。